# Synagoge (Niš)

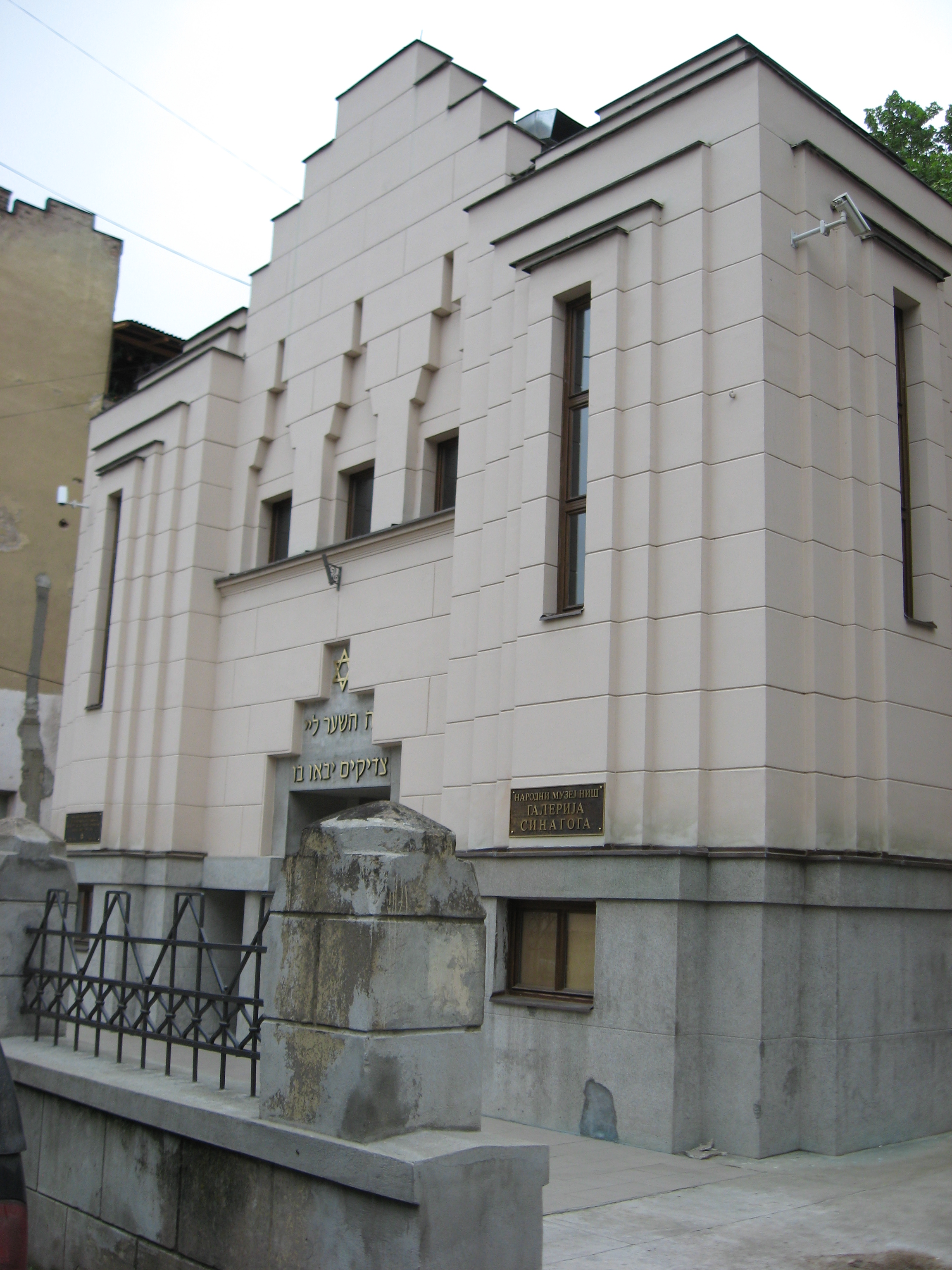
Die Synagoge von Niš

Die 1925 erbaute Synagoge in der serbischen Stadt Niš wird heute  als „Tempel der Kultur“ für kulturelle Zwecke genutzt.

## Geschichte
1695 wird zum ersten Mal ein jüdisches Viertel – „Čivutana“ – mit Synagoge, eigener Schule und Mikwe in Niš erwähnt. 1801 wurde unter dem Rabbi Rahamim Naftali Gedalja eine neue Synagoge erbaut, die jedoch 1879 bei einem Brand zerstört wurde. Ende des 19. Jahrhunderts besaß Niš zwei Synagogen, die große Synagoge „El Kal Grande“ und die kleine „El Kal Čiko“. Da die vorhandenen Synagogen baufällig waren, wurde in den Jahren 1924/1925 eine neue Synagoge erbaut. Die Synagoge hat eine dreiteilige Fassade, mit einem Treppengiebel als Krönung derselben.
Im Zweiten Weltkrieg wurde die Synagoge von der Wehrmacht als Magazin genutzt. Da es in der Nachkriegszeit kaum jüdische Überlebende in Niš gab, blieb der Sakralraum ungenutzt. 1948 wurde die Synagoge geschlossen und 1970 – inzwischen stark renovierungsbedürftig – an die Stadt Niš verkauft. Die Stadt renovierte den Bau und nutzte das Haus – entgegen den ursprünglichen Zusagen – für Ausstellungszwecke. 1986 wurde die Synagoge unter Denkmalschutz gestellt und 2001/2009 erfolgte eine umfassende Restaurierung. Die Synagoge wurde, mit Zustimmung der jüdischen Gemeinde, in „Tempel der Kultur“ (serbisch: hram kulture) umbenannt und wird heute für Konzerte wie das Musikfestival „Constantinus“ und andere kulturelle Zwecke genutzt.